# Jean Elias
Jean Elias (ur. 5 grudnia 1969 w Alegre) – brazylijski piłkarz występujący na pozycji obrońcy.

## Kariera klubowa
Na początku seniorskiej kariery występował w takich klubach, jak AD Ferroviária Vale do Rio Doce, Americano FC i Atletico Paranaense. W 1996 roku został zawodnikiem Cruzeiro EC, dla którego rozegrał wówczas pięć spotkań w Campeonato Brasileiro Série A. W 1997 roku był zawodnikiem Cerezo Osaka. W J.League zadebiutował 26 kwietnia w wygranym 2:1 spotkaniu z Urawa Red Diamonds. Ogółem w lidze japońskiej zdobył dwie bramki w osiemnastu meczach. W 1998 roku wrócił do Cruzeiro EC, następnie był piłkarzem Avaí FC, América Mineiro i Paulista FC, a w 2000 roku przeszedł do EC Bahia, dla którego rozegrał blisko 50 meczów. W 2002 roku ponownie został zawodnikiem América Mineiro, później grał także w Avaí FC. Karierę zakończył w 2006 roku jako piłkarz Estrela do Norte.

## Statystyki ligowe
| Sezon | Klub         | Liga                          | Mecze | Gole |
| ----- | ------------ | ----------------------------- | ----- | ---- |
| 1996  | Cruzeiro EC  | Campeonato Brasileiro Série A | 5     | 0    |
| 1997  | Cerezo Osaka | J.League                      | 18    | 3    |
| 1998  | Cruzeiro EC  | Campeonato Brasileiro Série A | 2     | 0    |
| 2000  | EC Bahia     | Campeonato Brasileiro Série A | 10    | 0    |
| 2001  | EC Bahia     | Campeonato Brasileiro Série A | 25    | 1    |